# Eremophila nivea
Eremophila nivea är en flenörtsväxtart som beskrevs av R.J. Chinnock. Eremophila nivea ingår i släktet Eremophila och familjen flenörtsväxter. Inga underarter finns listade i Catalogue of Life.